# KAON
KAON (Karlsruhe ontologie) war eine Software, die die Infrastruktur zum Bearbeiten von Ontologien zur Verfügung stellt. Sie ist von der Universität Karlsruhe und dem FZI Forschungszentrum Informatik in Karlsruhe entwickelt worden.
Die erste Version wurde 2002 veröffentlicht und unterstützt eine erweiterte Version von RDF-spezifizierten Ontologien.
Verschiedene Programme, wie der graphische Ontologieneditor OIModeler oder der KAON Server basieren auf KAON.
2005 wurde die erste Version von KAON2 veröffentlicht, worin das effiziente Schlussfolgern mit in OWL-kodierten Ontologien möglich ist.